# Sportåret 1786

## Händelser

### Boxning
- 11 januari – Tom Johnson besegrar Bill Love i Barnet. Matchen varar i fyra minuter.[1]

- 11 februari – Tom Johnson besegrar Jack Towers i Barnet. Matchen varar i 15 minuter.[1]

- 31 oktober – Ben Brain besegrar John Boone i Long Fields. Matchen varar i 30 eller 40 minuter.[2]

### Cricket
- Okänt datum – Hampshire CCC, även känd som Hambledon Club, vinner County Championship (en inofficiell titel fram till 1890, då de första officiella mästarna koras).